# 雲林縣私立大德高級工商職業學校
雲林縣私立大德工業商業職業學校簡稱大德工商，是一所位於臺灣雲林縣斗南鎮的私立工業商業技術型高級中等學校。

## 校史
- 1970年劉金富創辦該校前身育群高級工商職業補校。
- 1971年改制為育群高級工商職業學校並附設補校。
- 1985年更改校名為大德高級工業家事職業學校並附設補校。
- 1991年停招家事類科，招收商業類科，招收資料處理科及商業經營科。
- 1992年增設廣告設計科。
- 1993年增設國際貿易科。
- 1994年增設商業類美容科。
- 1997年1月6日被教育部選定為試辦綜合高中實驗課程學校，共招收五班分六個學程，學程計有：社會組學程、自然組學程、資訊技術學程、資訊應用學程、汽車修護技術學程等。
- 94學年度增設實用技能班餐飲技術科、微電腦修護科。
- 2008年起獲教育部評選為全國優質高職，並成立產學攜手合作專班、產業自動化專班及觀光餐旅產業專班二班。
- 2017年增設飛機修護科
- 2017年12月獲內政部贈送UH-IH空勤救災直升機

## 外部連結
- 大德高級工商職業學校 （页面存档备份，存于）